# Antonio Mattei (pasticciere)
Antonio Mattei (Prato, 1820 – Prato, 1885) è stato un pasticciere italiano.

## Biografia
Nato il 19 gennaio 1818 a Prato, figlio di un fornaio, nel 1858 fondò la ditta "Antonio Mattei Fabbrica di Pane, Paste, Cantucci, Biscotti e altri generi". La produzione dei cantucci, all'anice è legata alla tradizione del famoso PANE Pratese, già conosciuto prima del 1400. Erano questi i CANTUCCI che hanno reso famosa la città di Prato ben prima dell'800: impasto di pane, leggermente zuccherato e aromatizzato con semi di anice. Fette assemblate fatte lievitare e poi biscottate. Questi i Cantucci che Antonio Mattei espone a Firenze e vengono premiati alla prima esposizione Nazionale Italiana nel1861 e all'Esposizione universale di Parigi nel 1867. Successivamente, col cambiamento delle abitudini alimentari grazie al progressivo benessere economico, i Biscotti di Prato alle mandorle divennero di uso sempre più comune.  E presero il nome dai già famosi "Cantucci". Antonio Mattei ha contribuito alla loro diffusione in Italia e all'estero. I Biscotti di Prato alle mandorle riceveranno una menzione all'esposizione di Londra del 1862.
Anche l'invenzione della torta mantovana è attribuita ad Antonio Mattei. Si narra che nel 1875 due suore di Mantova viaggiando in pelligrinaggio verso Roma furono ospitate da Mattei, che gli donarono, in segno di ringraziamento, la ricetta del dolce.
Muore 11 gennaio 1885, lasciando l'attività al figlio Emilio che, non avendo eredi nel 1904, la passerà alla famiglia Pandolfini, che tuttora gestisce il biscottificio.

## Premi e riconoscimenti
Per la sua creazione, ha ricevuto in vita diversi riconoscimenti tra cui una medaglia al merito alla prima Esposizione Nazionale del 1861, organizzata a Firenze; l'anno successivo riceve un premio alla Grande esposizione di Londra e nel 1867 alla Esposizione universale di Parigi. Inoltre, ha ricevuto riconoscimenti a Vienna e Philadelphia. Pellegrino Artusi ne tesse le lodi ne La scienza in cucina e l'arte di mangiar bene per la sua onestà e industriosità. Anche lo scrittore tedesco Hermann Hesse ha elogiato i biscotti pratesi.